# 佐治敏哲
佐治 敏哲（さじ としあき、）は、日本プロ麻雀協会に所属する競技麻雀のプロ雀士。

## 獲得タイトル
- 第17期 新人王[1]
- 日刊スポーツ杯 スリアロチャンピオンシップ2021 10月度優勝[2]